# Яги, Норихиро
Норихиро Яги (яп. 八木 教広 Яги Норихиро) — мангака. Родился в 1968 году на Окинаве. За свою дебютную работу UNdeadman, опубликованную в журнале Monthly Shonen Jump и включавшую два дополнения, Яги Норихиро стал тридцать вторым лауреатом премии «Акацука».
Его первой многотомной мангой стала комедия Angel Densetsu (Легенда Ангела), которая выходила в Monthly Shonen Jump c 1992 по 2000 годы. Его эпическая сага Claymore выходила в журнале с 2001 по 2014 год
В свободное время Яги увлекается вещами вроде японского комедийного дуэта Downtown, боевыми искусствами, играми, вождением и хард-роком, но он не считает их настоящими хобби.

## Список работ
- «UNdeadman».(1990)
- «Angel Densetsu» (яп. エンジェル伝説   Энджэру Дэнсэцу) — комедийная манга выпускавшаяся 1992-й по 2000-й год.
- «Claymore» (яп. クレイモア Курэймоа) — фэнтэзийная манга, выпускавшаяся с 2001-го по 2014-й год.
- «Arcadia of the Moonlight» — ваншот, 2017.
- «Soukyuu no Ariadne» (Ariadne in the blue sky) — фэнтезийная манга, выпускается с декабря 2017 года.